# Aloha Air Cargo

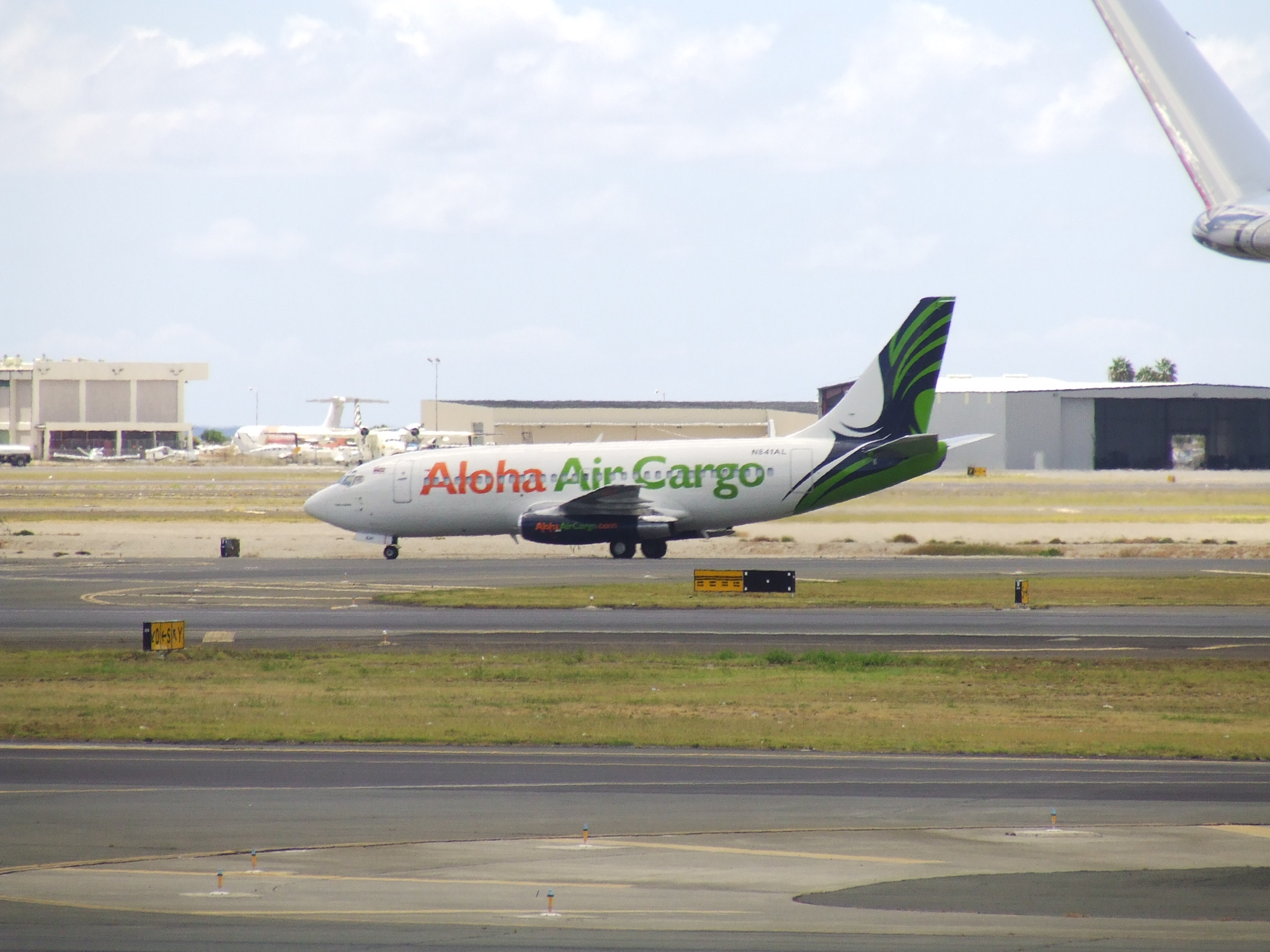
Uno dei Boeing 737-200F nel giugno 2009.

Aeko Kula inc., conosciuta come Aloha Air Cargo, è una compagnia aerea cargo statunitense con sede a Honolulu, Hawaii, che opera da un hub presso l'aeroporto Internazionale Daniel K. Inouye. Precedentemente Aloha Airlines, è diventata un operatore cargo indipendente in seguito alla chiusura della compagnia aerea passeggeri nel 2008.

## Storia
Aloha Airlines venne costituita nel 1946 e ampliata nei decenni successivi. Nel 2004 presentò istanza di protezione contro il fallimento ai sensi del Chapter 11 presso la Corte fallimentare degli Stati Uniti per il distretto delle Hawaii, nel tentativo di ridurre i costi e rimanere competitiva con altre compagnie aeree che servivano le Hawaii. Dopo l'approvazione di nuovi contratti di lavoro e la garanzia di ulteriori investimenti da parte di nuovi investitori, la compagnia aerea uscì dalla protezione il 17 febbraio 2006. Tuttavia, presentò nuovamente richiesta il 20 marzo 2008. Dieci giorni dopo, il 30 marzo 2008, Aloha Airlines annunciò la sospensione di tutti i voli passeggeri di linea, con l'ultimo giorno di operatività che sarebbe stato il 31 marzo 2008.
Dopo la chiusura delle operazioni passeggeri, Aloha e i suoi creditori cercarono di mettere all'asta la sua redditizia divisione cargo. Diverse società espressero interesse per l'acquisto della divisione, tra cui Saltchuk Resources con sede a Seattle, Castle & Cooke Aviation con sede in California e Kahala Capital con sede nelle Hawaii (che includeva Richard Ing, un investitore di minoranza nel gruppo Aloha Air e membro del consiglio di amministrazione). Tuttavia, un disaccordo tra gli offerenti della divisione cargo e il principale prestatore di Aloha, GMAC Commercial Finance, si concluse con la rinuncia all'asta degli offerenti. Quasi immediatamente dopo, GMAC interruppe tutti i finanziamenti, costringendo a cessare tutte le operazioni; allo stesso tempo, il consiglio di amministrazione di Aloha decise di convertire la sua richiesta di riorganizzazione fallimentare ai sensi del Chapter 11 in una liquidazione fallimentare secondo il Chapter 7.
Saltchuk Resources decise di rinnovare la sua offerta per l'acquisto della divisione cargo su sollecitazione del senatore statunitense Daniel Inouye, e un accordo tra Aloha e Saltchuk venne concluso e approvato dal tribunale fallimentare federale, dove Saltchuk avrebbe acquistato la divisione cargo per 10,5 milioni di dollari. La vendita venne approvata dal giudice fallimentare federale Lloyd King il 12 maggio 2008, con la chiusura prevista due giorni dopo.
Prima della sua offerta per Aloha, Saltchuk Resources era già presente alle Hawaii attraverso le sue controllate Young Brothers/Hawaiian Tug & Barge, Hawaii Fuel Network, Maui Petroleum e Minit Stop Stores. La compagnia possiede anche Northern Air Cargo, la più grande compagnia aerea cargo dell'Alaska. Una nuova controllata, Aeko Kula, LLC., venne costituita da Saltchuk per gestire Aloha Air Cargo.
Il 15 maggio 2008, la compagnia aerea ricevette l'autorizzazione da parte della FAA e del Dipartimento dei trasporti per operare come compagnia aerea indipendente, che subì una grande trasformazione nei primi due anni di attività. Il primo presidente della compagnia aerea, Mike Malik, ha ribattezzato la compagnia; ha lanciato una serie di nuovi prodotti e servizi; e ha fondato "Aloha Tech Ops", la divisione MRO (manutenzione). Durante questo periodo, ha vinto numerosi premi ed è stata nominata compagnia aerea cargo delle Hawaii dell'anno per il 2008.

## Flotta

### Flotta attuale
A gennaio 2024 la flotta di Aloha Air Cargo è così composta:

### Flotta storica
Aloha Air Cargo operava in precedenza con:
- Boeing 737-200F
- Saab 340AF